# Djurens Rätt
Förbundet Djurens Rätt er en svensk, politisk neutral dyreretsorganisation med omkring 36.000 medlemmer, hvilket gør den til Sveriges største dyreretsorganisation. Organisationen bruger fredelige metoder i arbejdet for et samfund, som ikke undertrykker dyr.
Organisationen blev stiftet 7. oktober 1882 som Nordiska samfundet till bekämpande af det vetenskapliga djurplågeriet (senere Nordiska Samfundet Mot Plågsamma Djurförsök) og omfattede dengang også Danmark og Norge. Blandt grundlæggerne var Jacob Christopher Lembcke. 4. oktober 1999 skiftede de navn til Förbundet Djurens Rätt, forkortet Djurens Rätt.
Djurens Rätt forsøger gennem meningsdannelse og oplysning at hjælpe modstanden mod at bruge dyr i eksperimenter, forhindre dyremishandling samt at få indført et forbud mod pelsdyrfarme.
Finansiering af organisationen sker via medlemsafgifter og gaver.

## Fodnoter
1. ↑  "Djurens Rätt – Sveriges största djurrättsorganisation för ett samhälle som inte förtrycker djur sedan 1882". Arkiveret fra originalen 29. marts 2007. Hentet 27. marts 2007.